# Calymmochilus scaposus
Calymmochilus scaposus är en stekelart som först beskrevs av Boucek 1988.  Calymmochilus scaposus ingår i släktet Calymmochilus och familjen hoppglanssteklar. Inga underarter finns listade.